# Trichopothyne hindostani
Trichopothyne hindostani là một loài bọ cánh cứng trong họ Cerambycidae.